# Беленджер, Френчи
Альберт Беленджер (англ. Albert Belanger, также известный под прозвищем Френчи, фр. Frenchy; 4 декабря 1906, Торонто, Канада — 27 мая 1969, там же) — канадский боксёр-профессионал, выступавший в наилегчайшей (Flyweight) весовой категории. Был чемпионом мира по версии ВБА (WBA).
Наилучшая позиция в мировом рейтинге: ??-й.

## Результаты боёв
| Бой | Дата | Соперник | Судьи | Место боя | Раундов | Результат | Дополнительно |
| --- | ---- | -------- | ----- | --------- | ------- | --------- | ------------- |
|     |      |          |       |           |         |           |               |
| Бой | Дата | Соперник | Судьи | Место боя | Раундов | Результат | Дополнительно |